# Jean Quéniart
Pour les articles homonymes, voir Quéniart.
Jean Quéniart est un historien et universitaire français. Il est professeur émérite d'histoire moderne de l'université Rennes-II. 

## Recherches universitaires
Il est en effet connu pour avoir participé à l'importante recherche universitaire collective notamment avec l'historienne Sylvie Granger, concernant l'étude du "Groupe de prosopographie des musiciens" et réalisée sous l'instigation de l'CHEC et de l'Université Biaise-Pascal située à Clermont-Ferrand dans le cadre d'un apport de sources concernant les travaux publics de référencement sur les actions du Comité ecclésiastique de l’Assemblée constituante du 12 août 1792, permettant de relever les statistiques démographiques des musiciens d'Église pendant la Révolution Française; le titre de la publication s'intitulant "Premier état d'une enquête sur un groupe professionnel et publié notamment dans les Annales historiques de la Révolution française en 2005. 

## Publications
- Les Hommes, l’Église et Dieu dans la France du XVIIIe siècle, Hachette, coll. « Le temps et les hommes », 1978[4].
- Les Français et l'écrit (XIIIe – XIXe siècle), Hachette Education, 1998.
- (dir.) Le chant acteur de l’histoire, Actes du colloque tenu à Rennes du 9 au 11 septembre 1998, Rennes, 1999, Presses universitaires de Rennes, 363 p.[5]
- La Bretagne au XVIIIe siècle 1675-1789, Éditions Ouest-France, Rennes 2004, 696 p.  (ISBN 2-7373-1818-1)
- Le Paradis, argument polémique, Presses universitaires de Provence, 2020, [lire en ligne]